# Pellegriniodendron diphyllum
Pellegriniodendron diphyllum é uma espécie vegetal da família Fabaceae.
Pode ser encontrada nos seguintes países: Camarões, Costa do Marfim, Gabão e Gana.
Está ameaçada por perda de habitat.